# Sex Drive (canción)
«Sex Drive» —en español: «Impulso sexual»— es una canción de la banda británica Dead or Alive, de su álbum de 1995 Nukleopatra. El sencillo fue un éxito menor en Australia, donde alcanzó la quincuagésima segunda posición en marzo de 1997.
La canción fue publicada originalmente por Glam, con el cantante principal de Dead or Alive, Pete Burns, como vocalista invitado, 1994, pero fue regrabada y remezclada para el álbum del grupo, Nukleopatra.

## Lista de canciones

### Sencillo en CD
Japón 1995
1. "Sex Drive" - 6:39
2. "Rebel Rebel" - 4:18

Australia 1997
1. "Sex Drive" (Radio Edit) – 4:22
2. "Sex Drive" (Sugar Pumpers Radio Extended Mix) – 5:55
3. "Sex Drive" (Album Version) – 5:13
4. "What I Want" – 5:25

### Maxisencillo en CD
Australia
1. "Sex Drive" (Peewee's Radio Mix) – 4:09
2. "Sex Drive" (Peewee's Extended Remix) – 9:35
3. "Sex Drive" (Sugar Pumpers Radio Extended Mix) – 5:54
4. "You Spin Me Round (Like a Record)" (Tyme Vs Hoops Club Mix) – 6:47
5. "Come Home (With Me Baby)" (12" Mix) – 6:19

## Rendimiento en las listas
| Lista (1997)     | Mejor posición |
| ---------------- | -------------- |
| Australia (ARIA) | 52             |

- Datos: Q17061003